# Международно летище Скопие
Международно летище Скопие (на македонска литературна норма: Меѓународен аеродром Скопје), познато също като Летище Скопие (Аеродром Скопје) или Летище Петровец (Аеродром Петровец), а в периода от декември 2006 до февруари 2018 г. и като Летище „Александър Велики“, е най-голямото летище в Северна Македония.
Разположено е в община Ибрахимово (Петровец), на 20 километра югоизточно от центъра на столицата Скопие. Стопанисва се от турската компания TAV Airports холдинг. Летището е възел за компанията „Уиз Еър“.
Кодовете на летището са SKP (на IATA) и LWSK (на ICAO),